# Skarpa (wojsko)

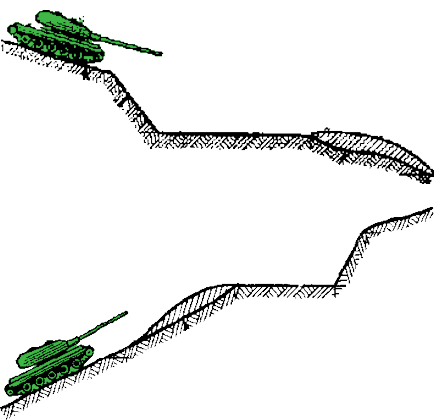
Przeciwskarpa (na górze) i skarpa (na dole) jako zapory przeciwczołgowe

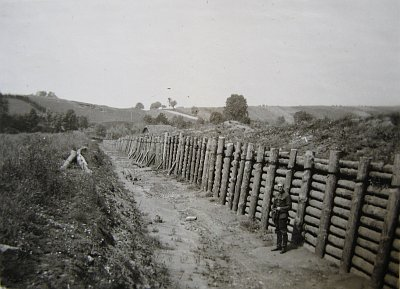
Skarpa

Skarpa – rodzaj ziemnej zapory przeciwpancernej zbudowany jako stroma ściana zwrócona w stronę nacierającego przeciwnka na stokach wzgórz lub wąwozów, a także na brzegach rzek.
W przypadku fortyfikacji skarpa była murem rowu fortecznego (fosy), zwróconym w kierunku nieprzyjaciela. Przeciwległy stok nosi nazwę przeciwskarpy.